# Wish I Had an Angel
"Wish I Had an Angel" é o décimo primeiro single da banda finlandesa de metal sinfônico Nightwish, que foi lançado como parte do álbum Once em 21 de setembro de 2004 pela Nuclear Blast. A canção continuou a ser apresentada pela banda ao vivo mesmo após a saída de Tarja Turunen, com as vocalistas Anette Olzon e Floor Jansen, estando presente também em dois DVDs: End of an Era e Showtime, Storytime.
O single tornou-se bastante popular nos Estados Unidos, sendo a trilha sonora do filme Alone in the Dark e de mais outros dois longas. Foi ainda o single do Nightwish mais bem recebido no Reino Unido até então, ficando em 60º lugar na parada oficial de singles britânicos, e na Finlândia passou um total de dois meses e meio nas paradas, o que corresponde a dez semanas dentro da parada oficial de singles finlandeses, além de ter ganho também Disco de Ouro no país por mais de cinco mil cópias vendidas.
O videoclipe foi dirigido por Uwe Boll e destaca a banda tocando em um hangar, intercalando com cenas do filme Alone in the Dark, lançado em 2004.

## Faixas
| N.º            | Título                                              | Compositor(es)    | Duração |  |
| 1.             | "Wish I Had an Angel"                               | Tuomas Holopainen | 4:08    |  |
| 2.             | "Ghost Love Score" (versão orquestral)              | Holopainen        | 10:46   |  |
| 3.             | "Where Were You Last Night" (cover de Ankie Bagger) | Norell Oson Bard  | 3:53    |  |
| 4.             | "Wish I Had an Angel" (versão demo)                 | Holopainen        | 4:08    |  |
| Duração total: | Duração total:                                      | Duração total:    | 22:55   |  |

## Desempenho nas paradas
| País          | Parada (2004)           | Melhor posição |
| ------------- | ----------------------- | -------------- |
| Alemanha      | Media Control Charts    | 36             |
| Áustria       | Ö3 Austria Top 40       | 47             |
| Espanha       | Promusicae              | 20             |
| Finlândia     | Suomen virallinen lista | 1              |
| Hungria       | Mahasz                  | 3              |
| Noruega       | VG-lista                | 19             |
| Países Baixos | Dutch Charts            | 65             |
| Reino Unido   | UK Singles Chart        | 60             |
| Suécia        | Svensktoppen            | 11             |
| Suíça         | Schweizer Hitparade     | 40             |

## Créditos
A seguir estão listados os músicos e técnicos envolvidos na produção do single "Wish I Had an Angel":

### A banda
- Tuomas Holopainen – teclado
- Emppu Vuorinen – guitarra
- Tarja Turunen – vocais
- Jukka Nevalainen – bateria, percussão
- Marco Hietala – baixo, vocais